# قنسطنطين قنسطنطينيسكو-كلابس
الجنرال قنسطنطين قنسطنطينيسكو-كلابس (بالرومانية: Constantin Constantinescu-Claps) قائد عسكري روماني خلال الحرب العالمية الثانية، وُلد في بيتسن التابعة لإقليم باكاو بمملكة رومانيا بتاريخ 20 فبراير 1884 وتوفي عام 1961، أُلقي القبض عليه في أعقاب الحرب بعد استحواذ الشيوعيون على السلطة في رومانيا وحُكم عليه بالسجن بعد إدانته بتهم الخيانة العظمى والتآمر على الدولة، شارك في حرب البلقان الثانية علاوة على الحرب العالمية الأولى قبل أن يتولى قيادة الجيش الرابع الروماني في 9 نوفمبر 1941 ثم وصل لرتبة جنرال الجيش في 24 يناير 1942 وظل في منصبه حتى عُزل منه في 10 فبراير 1943 وتعيين الجنرال قنسطنطين ساناتيسكو بديلا عنه مما دفع كلابس للتقاعد في العام نفسه، وفي عام 1951 أُلقي القبض عليه وظل رهن الاعتقال طوال ثلاثة سنوات حتى عام 1954 حيث صدر في حقه حكم بالسجن لمدة 15 عاما وإن أُفرج عنه ورُد إليه اعتباره بإسقاط جميع التهم الموجهة إليه عام 1955.